# Тхапа, Кулбир
Кулбир Тхапа Магар (англ. Kulbir Thapa Magar, непальск. कुलवीर थापा मगर; 15 декабря 1888, Нигалпани, Палпа, Непал — 3 октября 1956, Нигалпани, Палпа, Непал) — непальский гуркх, британский индийский военнослужащий, хавилдар Британской Индийской армии, участник Первой мировой войны. Кавалер креста Виктории.

## Биография
Кулбир Тхапа Магар родился 15 декабря 1888 года в деревне Нигалпани района Палпа в семье Хариа Гулте, принадлежащего к клану тхапа народа магар.

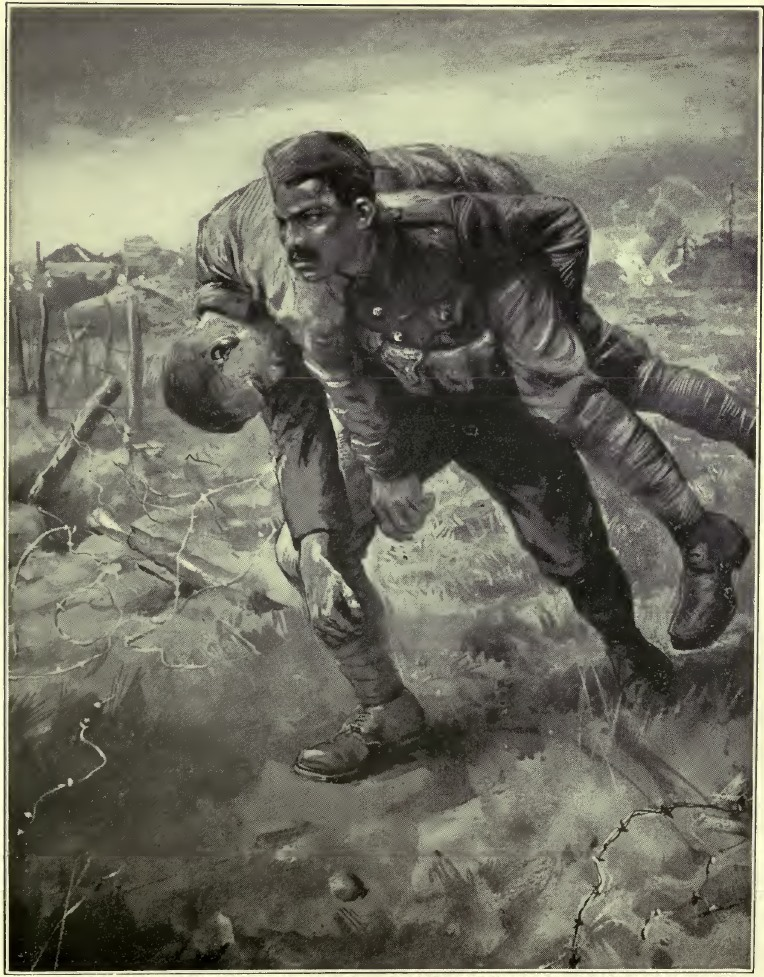
Подвиг Тхапы

15 декабря 1907 года Тхапа был зачислен в 1-й батальон 3-го гуркхского стрелкового полка. После начала Первой мировой войны он был переведён во 2-й батальон, который в сентябре 1914 года прибыл во Францию. В том же году батальон принял участие в сражении за Живанши, а в 1915 году — в битвах при Нев-Шапель и .
25 сентября 1915 года, во время битвы при Лоосе, стрелок Тхапа, впервые попавший под вражеский огонь, получил ранение и отбился от небольшой группы солдат, пошедших на штурм германской траншеи близ Мокиссара. Миновав проволочные заграждения, в тылу вражеской линии фронта он обнаружил серьёзно раненого солдата 2-го батальона Лестерширского полка. Раненый просил Тхапу спасаться самому, но тот оставался с ним в течение всего этого дня и на протяжении всей следующей ночи. Утром 26 сентября под прикрытием густого тумана Тхапа провёл солдата через проволоку и оставил его в безопасном месте, после чего пошёл обратно и вывел с поля боя двоих гуркхов. Затем Тхапа вернулся к раненому и на себе донёс его до своих, пройдя практически весь путь под вражеским огнём.
18 ноября 1915 года Тхапа был награждён крестом Виктории. Он стал первым из 13 непальских гуркхов — кавалеров креста Виктории, которых разрешено было награждать ещё в 1911 году, а также первым из двух гуркхов, награждённых за Первую мировую войну, вместе с Каранбахадуром Раной.

Военное министерство, 18 ноября 1915 года.
Его Величество КОРОЛЬ милостиво одобрил пожалование Креста Виктории нижеследующим офицерам, военнослужащим офицерского состава и солдатам, в знак признания их наиболее заметной храбрости и преданности долгу на поле боя:
2129 Стрелок Кулбир Тхапа, 2-й батальон, 3-й собственный Королевы Александры гуркхский стрелковый полк.
За наиболее заметную храбрость во время операций против германских траншей к югу от Мокиссара.

Когда, сам будучи раненым, 25 сентября 1915 года он обнаружил тяжелораненного солдата 2-го батальона Лестерширского полка за первой линией германской траншеи, и хотя британский солдат убеждал его спасаться самому, он оставался с ним весь день и ночь. Ранним утром 26 сентября в туманную погоду он вывел его через германскую проволоку; и, оставив его в положении сравнительной безопасности, вернулся обратно и одного за другим вывел двух раненых гуркхов. Затем средь бела дня он вернулся к британскому солдату и тоже вывел его, неся его на себе большую часть пути и находясь большую часть времени под вражеским огнём.
Оригинальный текст (англ.)War Office, 18th November, 1915.

His Majesty the KING has been graciously pleased to approve of the grant of the Victoria Cross to the undermentioned Officers, NonCommissioned
Officers and Men, in recognition of their most conspicuous bravery and devotion to duty in the field: —
2129 Rifleman Kulbir Thapa, 2nd Battalion, 3rd Queen Alexandra's Own Gurkha Rifles.
For most conspicuous bravery during operations against the German trenches south of Mauquissart.

When, himself wounded, on the 25th September, 1915, he found a badly wounded soldier of the 2nd Leicestershire Regiment behind the first line German trench, and, though urged by the British soldier to save himself, he remained with him all -day-and-night. In the early morning of the 26th. September, in misty weather, he brought him out through the German wire; and, leaving him in a place of comparative safety, returned and brought in two wounded Gurkhas one after the other. He then went back in broad daylight for the British soldier and brought him in also, carrying him most of the way and being at most points, under the enemy's fire.

Оправившись от ран, 4 января 1916 года Тхапа воссоединился со своим батальоном, базировавшимся в Египте около Суэцкого канала. На следующий день он был повышен до наика (капрала). В конечном итоге Тхапа вернулся в Индию. 30 января 1917 года он получил крест Виктории из рук генерал-губернатора лорда Челмсфорда на параде у вице-королевской резиденции в Дели. В 1929 году Тхапа ушел в отставку с военной службы в звании хавилдара (сержанта). Он был женат, имел одного сына.
Кулбир Тхапа Магар скончался 3 октября 1956 года в возрасте 66 лет в родной деревне Нигалпани и был похоронен на местном кладбище.

## Награды

Почтовая марка с Тхапой

Кулбир Тхапа был удостоен следующих наград: крест Виктории, звезда 1914, Британская военная медаль, медаль Победы, медаль Серебряного юбилея короля Георга V, коронационная медаль Георга VI, коронационная медаль Елизаветы II.

## Память
Награды Тхапы выставлены в Музее гуркхов в Уинчестере, Гэмпшир, Англия. В 1943 году художник Уильям Колдстрим написал его портрет, который ныне хранится в Имперском военном музее в Лондоне. В 2015 году памятная бронзовая доска с именами Тхапы и Раны была представлена герцогом Кентским и баронессой Варси в Ланкастер-хаусе, а затем передана в Музей гуркхов для последующей установки на их родине в Непале. В 2016 году британская почтовая служба «Royal Mail» выпустила второй выпуск из шести коммеморативных марок в серии «Первая мировая война», на одной из которых был помещён портрет Тхапы.